# Susan Shipton
Susan Shipton (1958) è una montatrice canadese.
Ha collaborato con il regista Atom Egoyan in otto progetti. I suoi crediti includono Exotica (1994), Foolproof (2003), False verità (2005), Mr. Nobody (2009), Chloe - Tra seduzione e inganno (2009), La versione di Barney (2010). Shipton ha anche scritto, diretto e prodotto il cortometraggio Hindsight.
È stata nominata al Genie Award per il miglior montaggio sei volte, vincendo nel 1997 per Il dolce domani e nel 2001 per Possible Worlds.